# FK Botev Ichtiman
FK Botev Ichtiman (Bulgaars: ФК Ботев Ихтиман) is een Bulgaarse betaaldvoetbalclub uit de stad Ichtiman, opgericht in 1921.